# جن فرانسیس
جَن فرانسیس (انگلیسی: Jan Francis؛ زادهٔ ۵ اوت ۱۹۴۷) با نام تولد «جَنِت اِستِفِنی فرانسیس» بازیگر و بالرین اهل بریتانیا است. وی از سال ۱۹۷۲ میلادی تاکنون مشغول فعالیت بوده‌است.

## گزیدۀ فیلم‌شناسی

### سینما
- قهرمانان (۱۹۸۴)
- دراکولا (۱۹۷۹)

### تلویزیون
- آفتاب‌سوخته (۱۹۹۹)
- ارتش سری (۱۹۷۷)
- تعقیب طولانی (۱۹۷۲)